# Шиндер, Арон Евсеевич
Арон Евсеевич Шиндер (1911—1984) — участник Великой Отечественной войны, помощник командира сапёрного взвода 270-го гвардейского стрелкового полка (89-я гвардейская стрелковая дивизия, 5-я ударная армия, 1-й Белорусский фронт), Герой Советского Союза, гвардии сержант.

## Биография
Родился 23 октября 1911 года в Умани в семье рабочего. Еврей. Член КПСС с 1944 года. Окончил 4 класса. Работал продавцом в Харькове. В Красной Армии в 1931—1933 годах и с марта 1942 года.
На фронте в Великую Отечественную войну с сентября 1942 года. Помощник командира сапёрного взвода 270-го гвардейского стрелкового полка. Под огнём противника с группой сапёров 14 января 1945 года разминировал мост через реку Пилица у населённого пункта Михалув (юго-западнее города Варка, Польша). Одним из первых переправился на другой берег реки и прикрывал переправу стрелковых подразделений.
В 1945 году демобилизован. Жил и работал в Харькове. Умер 22 октября 1984 года.

## Награды
Указом Президиума Верховного Совета СССР от 27 февраля 1945 года за мужество, отвагу и героизм, проявленные в борьбе с немецко-фашистскими захватчиками, гвардии сержанту Шиндеру Арону Евсеевичу присвоено звание Героя Советского Союза с вручением ордена Ленина и медали «Золотая Звезда» (№ 5639).
Награждён орденами Ленина, Отечественной войны 1 степени, Красной Звезды, медалями.